# الانحياز ضد العسر
التحيّز القائم على اليد المهيمنة هو التحامل أو التصميم الذي عادةً ما يكون غيرَ مرغوبٍ به من قبل الأشخاص الذين يستخدمون اليد اليسرى. جزءٌ من هذا التحيّز يرجع إلى التصاميم في العالم التي غالباً ما تتمّ على أساس أنّ الأنسان يستخدم يده اليمنى. الكتابة اليدوية هي واحدة من أكبر مصادر الحرمان الفعلي للأشخاص الذين يستخدمون اليد اليسرى، إضافة أولئك الذين يُجبرون على العمل مع بعض الآلات. حوالي 10 في المائة من سكان العالم عُسر، حتّى الآن فإنّ أغلب السلع تمّ تصميمها لتناسب من يستخدم يده اليمنى، وقد يكون تصميم السلعة غير مريح أو مؤلم أو حتى خطير بالنسبة للأشخاص الذين يستخدمون اليد اليسرى. قد تشمل هذه السلع المكاتب المدرسيّة وأدوات المطبخ وأدوات أُخرى تتراوح بين مقصّات بسيطة إلى آلات خطرة مثل المناشير الكهربائيّة.
وبعيداً عن سلبيّة تصميم الأدوات لتناسب من يستخدم اليد اليمنى فقط فقد تعرّض العديد من الأفراد الذين يستخدمون اليد اليسرى للتمييز المتعمّد والإحباط. وقد يتم اعتبارهم من قبل الأغلبية التي تستخدم اليد اليمنى في عددٍ من المجتمعات غيرَ محظوظين أو ربما خبيثين. ما تزال العديد من اللغات حول العالم تحوي على إشارات تهدف لإيصال أفكار الحَرَج والخيانة والغباء أو غيرها من الصفات غير المرغوب بها عند الإشارة إلى من يستخدم يده اليسرى. حتّى في المجتمعات المتقدّمة نسبيّاً كان الأطفال العُسر تاريخيّاً (وفي بعض الحالات ما زالوا حتّى الآن) يُجبرون على استخدام يدهم اليمنى للقيام بالمهمات اليومية كالأكل أو الكتابة وهي المهمّات التي يقومون بها بيدهم اليسرى في حال تُرِكت لهم حرّيّة الاختيار.

## التصّوّرات الملائمة
في امبراطورية الإنكا كانوا يطلقون على العُسر لقب lloq'e (وهو نفس اللقب الذي يطلق الآن على العُسر عند السكّان الأصليّين لجبال الأنديز) ولهذا اللقب قيمة إيجابية كبيرة، فيعتبر سكّان جبال الأنديز أنّ لدى العُسر قدراتٍ روحيّة خاصّة بما فيها السحر والقدرة على شفاء المرضى.
كان الحاكم الثالث لإمبراطورية الإنكا لوك يوبانكي Lloque Yupanqui أعسراً، بترجمة اسمه من لغة الكتشوا إلى العربية فإنه يعني «الأعسر المُعًظّم»
إنّ شكل كلمة «يسار» في اللغة الصينية 左 يصوّر يداً يسرى تتحضّر لعملها، بالمقابل فإنّ شكل كلمة «يمين» 右 وتُلفَظ (يَو) تصوّر اليد اليمنى وهي تقوم بعمل ما يتعلّق بالفمّ، وهو ما يشير إلى فعل الأكل.
في التانترا البوذية tantra Buddhism تُمَثِّل اليدُ اليسرى الحكمةَ.
احتفظ الجانب الأيسر في العصور الرومانيّة المبكّرة على مضمون إيجابي، فقد انبثقت الإشارة الإلهية (augur) وفق معتقداتهم من الجانب الشرقيّ. وتمّت استعارة المعنى السلبيّ لليسار في وقت لاحق من اليونانيّة إلى اللاتينية ومن بعدها إلى جميع اللغات الرومانيّة.
في اللغة الروسية أصبحت كلمة "levsha" (الأعسر، من يستخدم اليد اليسرى) تدلّ على الحرفيين المهرة، وذلك بعد ظهور شخصية الأعسر في عنوان قصّة "The Tale of Cross-eyed Lefty from Tula and the Steel Flea" «قصّة الأحول الأعسر من تولا والبرغوث الفولاذيّ» التي كتبت في عام 1881 من قبل نيكولاي ليسكوف Nikolai Leskov.

## التصوّرات غير الملائمة
تتنوّع الارتباطات والدلالات غير الملائمة لاستخدام اليد اليسرى بين الثقافات. ففي بعض المناطق، ومن أجل الحفاظ على النظافة حيث كان التخلّص من الفضلات عن طريق الصرف الصحي مشكلة، تمّ استخدام اليد اليمنى، باعتبارها اليد السائدة لمعظم الأفراد، لتناول الطعام وإعداده والتفاعلات الاجتماعية، أمّا اليد اليسرى فكان استخدامها للنظافة الشخصية، خاصة بعد التبول والتغوط. وقد تمّ فرض هذه القواعد على الجميع، بغض النظر عن اليد المهيمنة لديهم. عُرفت اليد اليسرى من خلال هذه الممارسات، باسم اليد «غير النظيفة». حاليّاً، في بعض المجتمعات بما في ذلك المسلمين وسكّان نيبال والهند فإنه لا يزال من المعتاد استخدام اليد اليسرى لتنظيف مخرج البراز بعد التغوّط. اليد اليمنى معروفة بشكل شائع يتناقض تماماً مع استخدام اليد اليسرى مثل اليد المستخدمة في الأكل. في فيلم Lawrence Of Arabia لورنس العرب لم يكن هناك إهانة عندما قدّم المُرشد طعامه إلى لورانس وأدخله إلى فمه بيده اليسرى.
في العديد من الأديان، بما فيها المسيحية، تُعتبر يد الربّ اليمنى هي المفضلة، فعى سبيل المثال، يسوع يجلس على الجانب الأيمن من الله. بيد أنّ يد الله اليسرى هي يد القضاء. يطلق على الملك جبرائيل أحيانا لقب «يد الله اليسرى»، يجلس على الجانب الأيسر من الله، وهو واحد من ملائكة الموت الستّة. أولئك الذين يخرجون من رحمة الله يُرسلون إلى اليسار، كما هو موصوف في إنجيل متّى 25: 32–33، حيث يُمَثّل الإنجيل الأغنام على أنّهم الصالحين والماعز على أنّهم الساقطين: «وَيَجْتَمِعُ أَمَامَهُ جَمِيعُ الشُّعُوبِ، فَيُمَيِّزُ بَعْضَهُمْ مِنْ بَعْضٍ كَمَا يُمَيِّزُ الرَّاعِي الْخِرَافَ مِنَ الْجِدَاءِ، 33 فَيُقِيمُ الْخِرَافَ عَنْ يَمِينِهِ وَالْجِدَاءَ عَنِ الْيَسَارِ».تمّت الإشارة إلى المثليين جنسيّأً في القرن التاسع عشر في أوروبا بكلمة «أعسر» كان يطلق على الكاثوليك في الأجزاء ذات الأغلبية البروتستانتية من المملكة المتحدة، لقب «اليسارييّن»، والعكس بالعكس في الأجزاء ذات الأغلبية الكاثوليكيّة من أيرلندا وأمريكا الأيرلندية. يُشار أحيانًا إلى السحر الأسود باسم «النهج الأيسر»، والذي يرتبط بشدة بالشيطانية.
عندما يتم استخدام اليد اليسرى في بعض مناطق اسكتلندا تصبحُ العديدُ من الأنشطة والخبرات غير المؤذية غيرَ مهذبة أو حتى علامات سوء الحظ. ويُعتبر أيضاً أنّه من سوء الحظّ لقاء شخص أعسر في بداية الرحلة. في غانا، تعتبر الإشارة أو الإيماء أو إعطاء أو استلام الأشياء باليد اليسرى من المحرّمات أو على أقلّ تقدير تُعتبر تصرّفات غير مهذّبة. فالشخص الذي يحتاج لاستخدام يديه في إعطاء الإشارات يضع يده اليسرى خلف ظهره ويمكن أن يجهد نفسه جسديّاً لكي لا تتحرّك يده اليسرى معطيةّ إشارة ما. وفي بعض البلدان الآسيويّة، يعتبر حمل أواني الطعام في اليد اليسرى غير مهذّب.

## الاستخدام القسري لليد اليمنى
تم تشجيع العديد من الأطفال العُسر أو تمّ إجبارهم على الكتابة وأداء الأنشطة الأخرى بأيديهم اليمنى بسبب الضغوط الثقافيّة والاجتماعية. يمكن أن يتسبب هذا التحويل في حدوث مشاكل متعدّدة في نموّ الطفل الأعسر، بما في ذلك اضطرابات التعلّم، وعسر القراءة، والتأتأة  واضطرابات الكلام الأخرى. من المرجّح أن يكون التحوّل في اليد المهيمنة من اليسرى إلى اليمنى أنجحَ من التحوّل من اليمين إلى اليسار، على الرغم من أن من أراد ذلك سيلاقي بعض الصعوبات في البداية في كلتا الحالتين. وحظوظ من استطاع تبديل يده الفاعلة في أن يصبح مُستخدِما لكتلا اليدين بفاعلية، أكبرُ من حظوظ أولئك الذين لم يقوموا بذلك. يمكن أن تكون هذه التحوّلات ناجحة مع ممارسة يوميّة متناسقة لمجموعة متنوّعة من الأنشطة اليدوية، وسيزداد نشاط النصف الأيسر غير المهيمن للدماغ (عند الشخص الأعسر) أثناء القيام بمختلف أنواع المهام باليد اليمنى، كما هو الحال في النصف الأيمن غير المهيمن من الدماغ (عند الشخص الذي يستخدم اليد اليمنى) لإنّه (عندما يكون الشخص أعسراً فإنّ نصف الدماغ المهيمن هو الأيمن والعكس بالعكس). ليس لدى العُسر المتأصّلين أيّ تفوّق بمختلف النشاطات والمهام على العُسر الذين تحوّلوا لاستخدام اليد اليُسرى، لذا فإنّه يمكننا استنتاج أنّ محاولات تبديل اليد الفاعلة عند الشخص، عن طريق التدريب التعليمي بعيداً عن إضعاف أساليب التعبير الوظيفيّة عند العُسر في المناطق المحرّكة العُليا من النصف المخّي الأيمن المُهيمن، في الواقع تُعزّزها. "
تشجّع العديد من الدول الآسيوية أو تُجبر الأطفال على أن يستخدموا اليد اليمنى بسبب التصوّرات الثقافيّة للحظ السيّئ المرتبط باليد اليسرى. في الهند وإندونيسيا، يعتبر من غير المقبول تناول الطعام باليد اليسرى. ففي دراسة أجريت عام 2007 في تايوان، أُجبر حوالي 59.3 ٪ من الأطفال الذين شاركوا في الدراسة على التّحول من استخدام اليد اليسرى إلى اليمنى. أخذت هذه الدراسة الوضع الاقتصادي لأسر الأطفال بعين الاعتبار ووجدت أنّ الأطفال الذين كان أولياء أمورهم أقلّ تعليماً كانوا أكثرَ عرضةً للإجبار على التحوّل. حتّى بين أولئك الأطفال الذين حصّل آباؤهم مستويات تعليم أعلى، كانت نسبة الذين أُجبروا على التحوّل 45.7٪. نسبة الإناث الذين تعرّضوا إلى التحوّل القسري نحو استخدام اليد اليمنى بدَلَ اليسرى أعلى بكثير مقارنةً مع الذكور (95.1٪ إلى 81.0٪).